# Troglotayosicus
Famille
Genre
Troglotayosicus, unique représentant de la famille des Troglotayosicidae, est un genre de scorpions.

## Distribution
Les espèces de ce genre se rencontrent en Colombie et en Équateur.

## Liste des espèces
Selon The Scorpion Files (14/07/2024) :
- Troglotayosicus  akaido Moreno-Gonzalez, Luna-Sarmiento & Prendini, 2024
- Troglotayosicus ballvei Botero-Trujillo, Ochoa & Prendini, 2021
- Troglotayosicus hirsutus Botero-Trujillo, Ochoa, Tovar & Souza, 2012
- Troglotayosicus humiculum Botero-Trujillo & Francke, 2009
- Troglotayosicus meijdeni Botero-Trujillo, González-Gómez, Valenzuela-Rojas & García , 2017
- Troglotayosicus muranunkae Sánchez-Vialas, Blasco-Aróstegui, García-Gila & Lourenço, 2020
- Troglotayosicus vachoni Lourenço, 1981

## Systématique et taxinomie
Ce genre a été décrit par Lourenço en 1981 dans les Chactidae. Il est placé dans les Superstitioniidae par Stockwell en 1992 puis dans les Troglotayosicidae par Lourenço en 1998.
Cette famille a été décrite par Lourenço en 1998.
Les Troglotayosicidae sont monotypiques depuis l'élévation au rang de famille des Belisariinae par Tropea et Onnis en 2020.

## Publications originales
- Lourenço, 1981 : « Scorpions cavernicoles de l'Équateur : Tityus demangei n. sp. et Ananteris ashmolei n. sp. (Buthidae); Troglotayosicus vachoni n. gen., n. sp. (Chactidae), scorpion troglobie. » Bulletin du Muséum National d'Histoire Naturelle Section A Zoologie Biologie et Écologie Animales, vol. 3, no 2, p. 635-662 (texte intégral).
- Lourenço, 1998 : « Panbiogéographie, les distributions disjointes et le concept de famille relictuelle chez les scorpions. » Biogeographica, vol. 74, p. 133–144.